# Matrix Software
Matrix Software (株式会社マトリックス Kabushiki-gaisha Matorikkusu) es una compañía de desarrollo de videojuegos localizada en Tokio. Fundada en julio de 1994 por miembros de Climax Entertainment y Telnet Japan, la compañía ha creado videojuegos para numerosos sistemas empezando por Alundra, lanzado en 1997. Matrix se ha asociado con otras desarrolladoras como Square Enix y Chunsoft para producir juegos de franquicias existentes, como Final Fantasy o Dragon Quest. Aparte de los videojuegos desarrollados para consolas, Matrix Software desarrolla desde 2001 videojuegos para móviles.

## Historia
Matrix Software fue fundada en 1994 por Oohori Kousuke y tres amigos que habían estado involucrados en la industria de los videojuegos. Kosuke, un veterano del desarrollo de videojuegos desde el instituto, se alió con miembros de Climax Entertainment y Telnet Japan para crear una empresa que "traería a la gente contenido serio". Casi tres años después de la fundación, lanzaron su primer videojuego, Alundra para PlayStation en abril de 1997, que fue tan popular que recibió una secuela dos años después. En septiembre de 1999 Matrix obtiene como socio a Chunsoft, con el cual colaboraría a crear un spin-off de la popular serie Dragon Quest. Después de esto, la compañía se asoció con otras para crear juegos de otras franquicias, como YuYu Hakusho, One Piece, Final Fantasy.

## Videojuegos Desarrollados
| Título                                               | Fecha                    | Distribuidora(s)            | Plataforma(s)           | Región(es) |
| ---------------------------------------------------- | ------------------------ | --------------------------- | ----------------------- | ---------- |
| Alundra                                              | 11 de abril de 1997      | SCEI                        | PlayStation             | JP, NA, EU |
| Nectaris: Military Madness                           | 26 de febrero de 1998    | Hudson Soft                 | PlayStation             | JP         |
| Tamago de Puzzle                                     | 20 de mayo de 1999       | SCEI                        | PlayStation             | JP         |
| Torneko: The Last Hope                               | 15 de septiembre de 1999 | Enix                        | PlayStation             | JP, NA     |
| Alundra 2                                            | 18 de noviembre de 1999  | SCEI                        | PlayStation             | JP, NA, EU |
| Dual Hearts                                          | 2 de febrero de 2002     | SCEI                        | PlayStation 2           | JP, NA     |
| Dragon Quest Characters: Torneko no Daibōken 3       | 31 de octubre de 2002    | Enix                        | PlayStation 2           | JP         |
| Toukon Inoki Michi: Puzzle de Daa!                   | 19 de diciembre de 2002  | Pacific Century Cyber Works | PlayStation 2           | JP         |
| Dragon Quest V                                       | 25 de marzo de 2004      | Square Enix                 | PlayStation 2           | JP         |
| Onmyou Taisenki: Byakko Enbu                         | 31 de marzo de 2005      | Bandai                      | PlayStation 2           | JP         |
| YūYū Hakusho Forever                                 | 19 de mayo de 2005       | Banpresto                   | PlayStation 2           | JP         |
| Onmyou Taisenki: Hasha no In                         | 23 de junio de 2005      | Bandai                      | PlayStation 2           | JP         |
| Futari wa Precure Max Heart: Danzen! DS              | 1 de diciembre de 2005   | Bandai                      | Nintendo DS             | JP         |
| Final Fantasy III                                    | 24 de agosto de 2006     | Square Enix                 | Nintendo DS             | JP, NA, EU |
| Cluster Edge                                         | 14 de septiembre de 2006 | Marvelous Entertainment     | PlayStation 2           | JP         |
| Crayon Shin-Chan: Saikyou Kazoku Kasukabe King       | 2 de diciembre de 2006   | Banpresto                   | Wii                     | JP, EU     |
| Lost in Blue 2                                       | 15 de marzo de 2007      | Konami                      | Nintendo DS             | JP, NA, EU |
| One Piece Gear Spirit                                | 30 de agosto de 2007     | Bandai Namco Games          | Nintendo DS             | JP         |
| Lost in Blue 3                                       | 20 de diciembre de 2007  | Konami                      | Nintendo DS             | JP, NA, EU |
| Final Fantasy IV                                     | 20 de diciembre de 2007  | Square Enix                 | Nintendo DS             | JP, NA, EU |
| Final Fantasy IV: The After Years                    | 18 de febrero de 2008    | Square Enix                 | Teléfono Móvil, WiiWare | JP, NA, EU |
| Maji de Manabu: LEC de Ukaru - DS Hishou Boki 3-Kyuu | 17 de abril de 2008      | Square Enix                 | Nintendo DS             | JP         |
| Avalon Code                                          | 1 de noviembre de 2008   | Marvelous Entertainment     | Nintendo DS             | JP, NA, EU |
| Nostalgia                                            | 6 de noviembre de 2008   | Tecmo                       | Nintendo DS             | JP, NA     |
| Tales of VS.                                         | 6 de agosto de 2009      | Bandai Namco Games          | PSP                     | JP         |
| Final Fantasy: The 4 Heroes of Light                 | 29 de octubre de 2009    | Square Enix                 | Nintendo DS             | JP, NA, EU |